# Candlestick Park
Candlestick Park was een American football-stadion in San Francisco in Californië. Het stadion opende zijn deuren in 1960. Vaste bespelers waren de San Francisco 49ers. In 2014 trokken de 49ers in een nieuw stadion, Levi's Stadium. Het stadion werd gesloopt tussen november 2014 en september 2015.
The Stick was op Soldier Field en Lambeau Field na het oudste Football-stadion van de Verenigde Staten.
The Beatles gaven hier op 29 augustus 1966 hun laatste optreden in een reeks van 14 in de VS. Dit bleek achteraf hun laatste liveconcert te zijn geweest. Op 14 augustus 2014 speelde Paul McCartney in dit station, wat tevens het laatste concert was voordat het stadion gesloopt werd.